# Chiesa di San Pancrazio (Isera)
La chiesa di San Pancrazio è la parrocchiale di Marano, frazione di Isera in Trentino. Fa parte della zona pastorale della Vallagarina dell'arcidiocesi di Trento e risale al XVI secolo.

## Storia

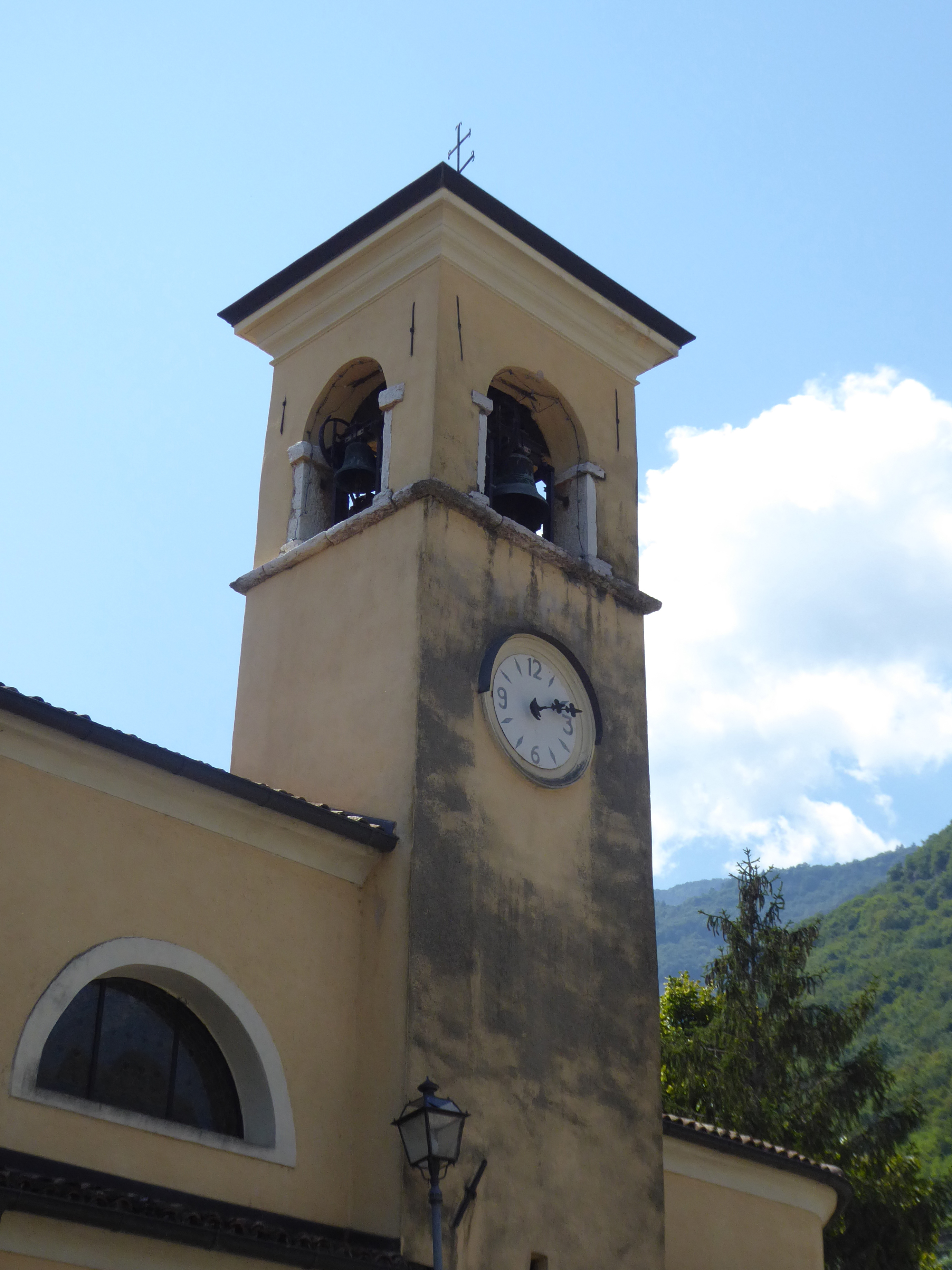
Campanile

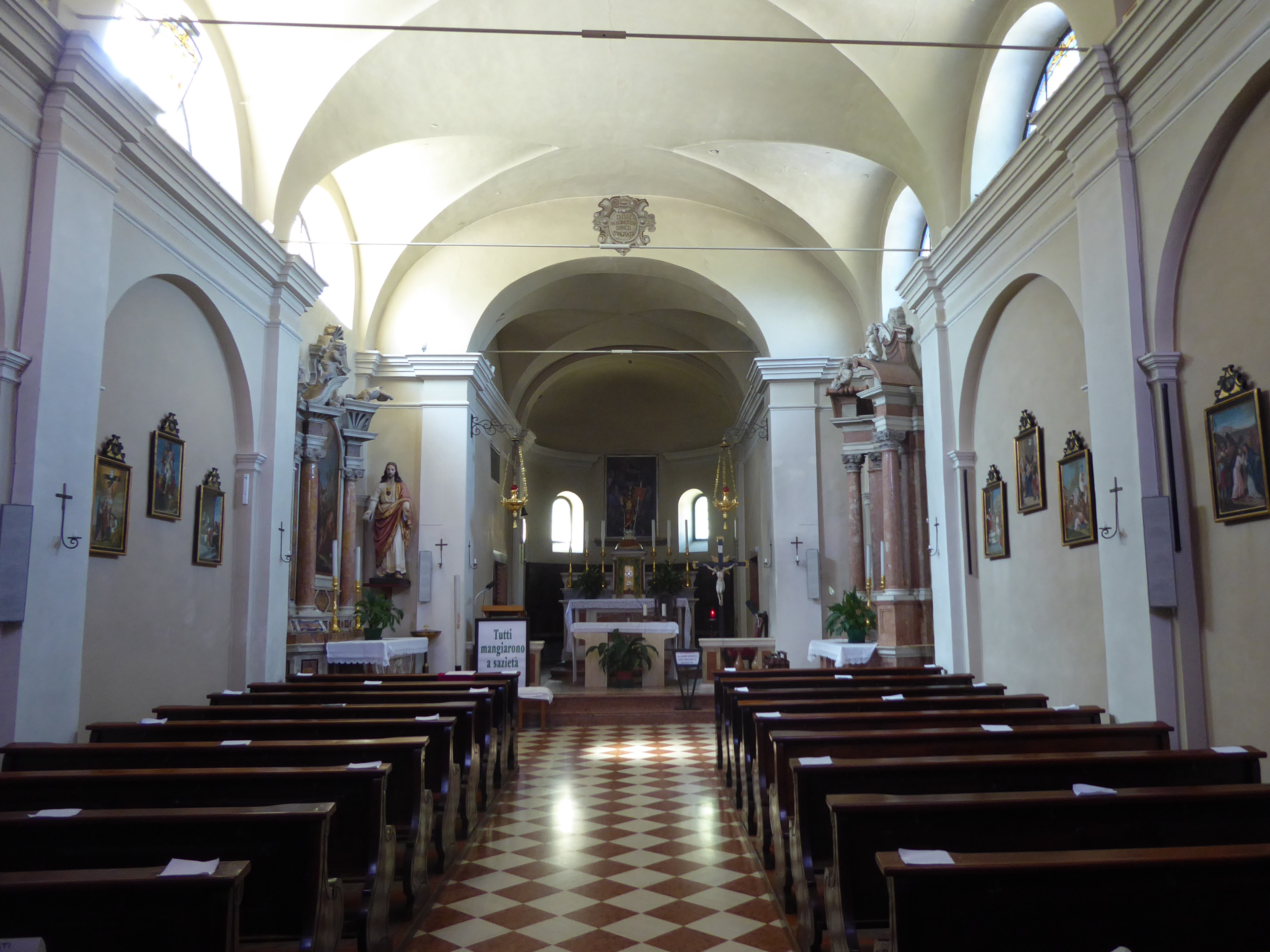
Interno

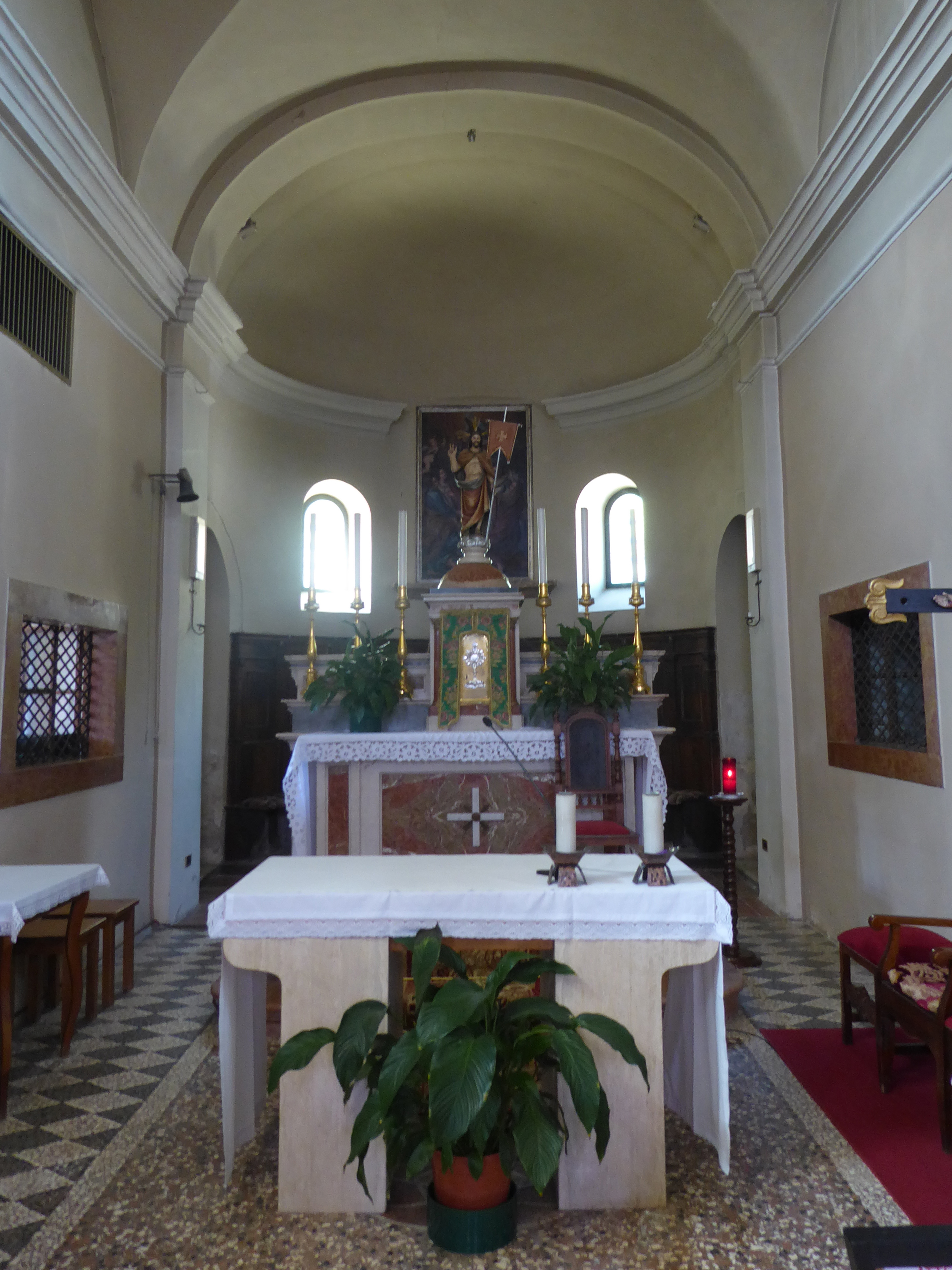
Presbiterio con altare maggiore e mensa al popolo postconciliare

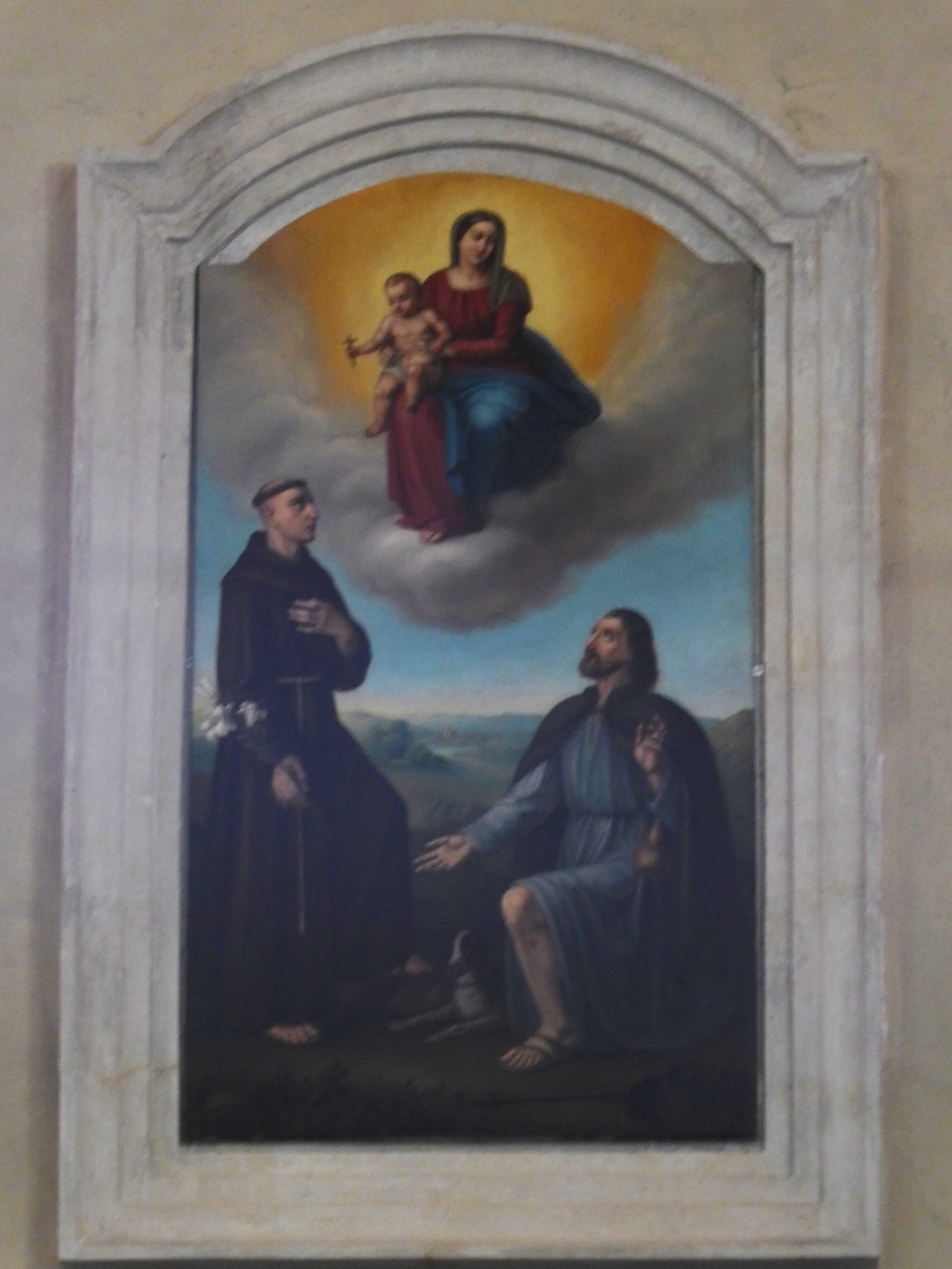
Dipinto raffigurante la Madonna e i santi Antonio di Padova e Rocco

La chiesa a Marano venne ricordata una prima volta nel 1537 negli atti della visita pastorale del cardinale e principe vescovo di Trento Bernardo Clesio. In seguito, nel 1579 alla chiesa fu legata l'esistenza di un cimitero posizionato a est dell'edificio.
Nei primi anni del XVII secolo la piccola chiesa probabilmente già versava in cattive condizioni a causa del degrado al quale era stata abbandonata e ne venne quindi decisa la riedificazione. Una visita del vescovo suffraganeo di Trento Pietro Belli sostenne questa volontà ma a lungo la decisione non trovò realizzazione. La dedicazione, intanto, venne estesa anche a San Nereo e Sant'Achilleo. All'inizio del secolo successivo si arrivò all'abbattimento della vecchia costruzione e si aprì il cantiere per edificare il nuovo tempio.
La scelta del sito in quel momento portò a preferire una posizione più sicura e maggiormente protetta dalle inondazioni frequenti causate in zona dal torrente San Rocco. Atti visitali estesi nel 1708 attestarono che la fabbrica procedeva, anche se non in modo veloce. Durante la visita pastorale successiva, nel 1728, il principe vescovo di Trento Antonio Domenico Wolkenstein consacrò sia l'edificio sia l'altare maggiore. Nel 1976 venne documentata la presenza dell'orologio sul campanile.
Venne elevata a dignità curiaziale nel 1863, e nello stesso anno ebbe la concessione della custodia dell'Eucaristia. Subito dopo furono riedificate le zone presbiteriale e absidale, inoltre venne costruita la sacrestia.
Durante i primi anni del XX secolo la chiesa fu interessata da importanti restauri che toccarono le coperture e gli interni, con una loro ritinteggiatura. Inoltre sia la sacrestia sia la sala della chiesa vennero ampliate e questo rese necessaria la ristrutturazione della facciata.
Interessante il ritrovamento, durante tali lavori, di un'antica stele di epoca romana (III secolo probabilmente) dedicata a Saturno. Ebbe la concessione del fonte battesimale nel 1914.
Nel secondo dopoguerra una donazione del colonnello Geza Dell'Adami de Tarczal permise un restauro conservativo dell'immobile e, nel 1961, la chiesa venne elevata a dignità parrocchiale.
Negli anni novanta vennero rifatte la copertura del tetto, la pavimentazione della sala e parte dell'impiantistica. I lavori continuarono nel XXI secolo con interventi sulla parte dello zoccolo esterno, sulle vetrate, sulle decorazioni della controfacciata e con l'installazione di un impianto di allarme.

## Descrizione

### Esterni
La facciata a capanna è semplice con due spioventi e suddivisa esteticamente in due ordini. In quello inferiore, caratterizzato da pietre a vista separate da linee orizzontali in laterizio si trova il portale architravato. Nella parte superiore la finestra a lunetta cieca è decorata col dipinto murale raffigurante il Martirio di San Pancrazio affiancata da due finestre con arco a tutto sesto.
La torre campanaria si alza in posizione arretrata e attaccata all'edificio, sulla destra. La cella si apre con quattro finestre a monofora.

### Interni
La navata interna è unica e divisa in quattro campate. Sui fianchi della terza campata si aprono due cappelle laterali.